# Novo Oriente do Piauí
Novo Oriente do Piauí är en kommun i Brasilien.   Den ligger i delstaten Piauí, i den östra delen av landet, 1 200 km nordost om huvudstaden Brasília. Antalet invånare är 6 498.
Omgivningarna runt Novo Oriente do Piauí är huvudsakligen savann. Runt Novo Oriente do Piauí är det glesbefolkat, med 13 invånare per kvadratkilometer.